# 高雄市公車52路
高雄市公車52路，由港都客運營運，分為A、C兩線。

高雄市公車52A路，起點為建軍站（捷運衛武營站），終點為高雄車站（站東路）。

高雄市公車52C路，起點為捷運中央公園站，終點為高雄女中（真愛碼頭）。

## 歷史
- 2014年1月1日：高雄市公車民營化，由東南客運接駛繼續營運。
- 2017年2月13日：因東南客運司機嚴重不足，改由港都客運代駛，2018年1月1日正式接駛。
- 2020年4月20日：配合紅27區間車停駛，52A及52B增設「台鐵/捷運高雄車站」。[2]
- 2020年8月1日：52A路線（繞駛市議會路段）停駛，原52B則改號為52A。
- 2021年3月8日：配合高雄車站改建計劃、站西路通車，六合夜市至建國林森路口間路段改繞駛站西路、九如二路及復興一路，增設「高雄車站（站西路）」站牌。
- 2021年9月1日：「高雄火車站（捷運高雄車站）」更名為「高雄車站（中山路）」、「林森路口」站更名為「建國林森路口」。
- 2022年10月8日：配合高雄車站東側站東路通車，裁撤站西路的牌改停靠「高雄車站（站東路）」變更為路線終點。

## 停站
參見右側路線圖